# Mazarredia jinxiuensis
Mazarredia jinxiuensis är en insektsart som beskrevs av Zheng, Z. 2003. Mazarredia jinxiuensis ingår i släktet Mazarredia och familjen torngräshoppor. Inga underarter finns listade i Catalogue of Life.